# بطولة الولايات المتحدة دبليو دبليو إي
بطولة دبليو دبليو إي للولايات المتحدة، هي بطولة مصارعة محترفة للرجال، تقام تحت رعاية دبليو دبليو إي للولايات المتحدة، ويتم التنافس على اللقب بشكل أساسي ضمن قسم العلامة التجارية سماكداون. تعد هذه البطولة واحدة من بطولتين ثانويتين لقائمة دبليو دبليو إي الرئيسية، إلى جانب بطولة القارات دبليو دبليو إي في راو. البطل الحالي هو شينسكي ناكامورا، الذي فاز باللقب بعد تغلبه على ال اي نايت في حدث سيرفايفر سيريس في 30 نوفمبر 2024.